# Malumela
Malumela (nep. मालुमेला) – gaun wikas samiti w zachodniej części Nepalu w strefie Seti w dystrykcie Bajhang. Według nepalskiego spisu powszechnego z 2011 roku liczył on 410 gospodarstw domowych i 2279 mieszkańców (1219 kobiet i 1060 mężczyzn).